# جورج رومني (رسام)
جورج رومني (بالإنجليزية: George Romney) (26 ديسمبر 1734ـ 15 نوفمبر 1802) هو رسام إنجليزي ولد في قرية دالتون إن فورنيس في لانكشر في إنجلترا. تلقى تعليمه في باريس ومن هناك انتقل إلى روما. بعد عودته أصبح من أفضل رسامي إنجلترا في ذلك الوقت برفقة جوشوا راينولدس. توفي في بلدة كيندال في كمبريا في إنجلترا.